# Hownan Derderian
Hownan Derderian (ur. 1 grudnia 1957 w Bejrucie) – duchowny Apostolskiego Kościoła Ormiańskiego, od 2003 arcybiskup Zachodniej Diecezji Ameryki. Sakrę otrzymał w 1990 roku i został biskupem Kanady. W 1993 roku uzyskał godność arcybiskupa. 3 maja 2003 roku wybrany został na biskupa Zachodniej Diecezji Ameryki.